# Jacinto Guerrero

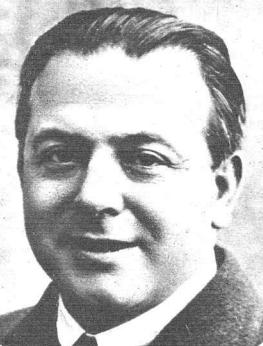
Jacinto Guerrero

Jacinto Guerrero y Torres (* 16. August 1895 in Ajofrín; † 15. September 1951 in Madrid) war ein spanischer Komponist.
Guerrero spielte als Kind Fanfare in der städtischen Kapelle von Ajofrín, die von seinem Vater geleitet wurde. 1904 trat er in den Knabenchor der Kathedrale von Toledo ein, dessen Dirigent der katalanische Musiker Lluis Ferré war. Von 1914 bis 1917 studierte er am Konservatorium von Madrid bei Conrado del Campo und Benito García de la Parra. 1915 trat er als Zweiter Violinist in das Orchester des Real Tetro Apolo ein, dessen Leiter er später wurde.
1921 wurde in Barcelona seine erste Zarzuela La Alsaciana uraufgeführt. Es folgten La Montería (in Zaragoza) und Los Gavilanes (1923 im Teatro de la Zarzuela in Madrid). Ein großer Erfolg wurde die Zarzuela El Huesped del Sevillano nach einem Libretto von Juan Ignacio Luca de Tena und Enrique Reoyo, die 1926 am Teatro Apolo uraufgeführt wurde.
Nach der Schließung des Teatro Apolo 1929 ging Guerrero nach Paris, wo er mit Raquel Meller die Revue Paris-Madrid herausbrachte. Im Auftrag des Regisseurs G. B. Samuelson komponierte er 1930 die Musik zu La canción del día, einem der ersten spanischen Tonfilme. Im gleichen Jahr reiste er erstmals mit einer Revue- und einer Zarzuelatruppe nach Amerika und führte seine Werke in verschiedenen Städten Argentiniens auf.
Beim Ausbruch des Spanischen Bürgerkrieges ging Guerrero zunächst nach Paris, 1937 dann nach San Sebastián. 1940 wurde er mit dem Orden de Isabel la Católica ausgezeichnet, 1943 mit dem Orden Alfonso X el Sabio. 1944 hatte seine komische Oper ¡5 minutos nada menos! fast 1900 Aufführungen am Teatro Martín in Madrid. 1945 komponierte Guerrero die Musik zum ersten spanischen Animationsfilm, Garbancito de La Mancha.
1948 wurde Guerrero als Nachfolger von Francisco Alonso Präsident der Sociedad General de Autores y Editores. In dieser Eigenschaft unternahm er in den nächsten Jahren Reisen u. a. nach New York, Paris, Brüssel und Lissabon. 1951 starb er an den Folgen einer Operation in Madrid. 1977 gründete sein Bruder Inocencio Guerrero die Fundación Jacinto e Inocencio Guerrero. Zu seinem 100. Geburtstag verlieh ihm die Stadt Madrid posthum die Medalla al Mérito Artístico.